# Richard Nowakowski
Richard Nowakowski (Sztum, 27 settembre 1955) è un ex pugile tedesco.

## Palmarès
Tutte le medaglie sono state conquistate con la Germania Est.

### Olimpiadi
- 2 medaglie:
  - 1 argento (Montréal 1976 nei pesi piuma)
  - 1 bronzo (Mosca 1980 nei pesi leggeri)

### Mondiali dilettanti
- 1 medaglia:
  - 1 bronzo (Monaco di Baviera 1982 nei pesi piuma)

### Europei dilettanti
- 2 medaglie:
  - 2 ori (Halle 1977 nei pesi piuma; Tampere 1981 nei pesi piuma)